# Панин, Константин Юрьевич
Константи́н Ю́рьевич Па́нин (укр. Костянтин Юрійович Панін; 8 декабря 1975, Никополь, Днепропетровская область) — украинский футболист, полузащитник.

## Биография
Первый тренер — В. Терещенко.
Начал выступать за любительские команды: «Днепр-2» и «Колос» из Чкаловского.
В 1994 году провёл 4 матча за команду «Эра» из Никополя в любительском чемпионате Украины. Также в 1994 году выступал за клуб «Динамо» (Вологда) во Втором дивизионе России, а Панин провёл 3 матча. После играл за любительскую команду «Металлург» (Череповец).
Затем играл в клубах из Одессы, сначала за любительский коллектив Лотто-GCM, после за клуб Второй лиги Украины — «СКА-Лотто». В 1998 году играл за «Черноморец», клуб тогда выступал в Первой лиги Украины. Панин сыграл в клубе 10 матчей, причём всегда выходил на замену. После играл за любительский клуб «Украина-Союз».
В 1999 году попал в польскую «Амику» из города Вронки. В команде дебютировал 22 сентября 1999 года в матче за Суперкубок Польши против краковской «Вислы» (1:0), в этом матче «Амика» одержала победу, а Панин провёл весь матч. В команде провёл около полутора лет и сыграл всего в 5 матчах чемпионата Польши.
Позже снова играл за команду «Украина-Союз». В 2002 году в составе любительской команды КЗЭСО в 18 матчах забил 10 мячей. В 2003 году играл за казахстанский «Кайрат». После первого круга перешёл в другой казахстанский клуб «Есиль-Богатырь». В котором провёл 68 матчей и забил 5 мячей в чемпионате Казахстана. В 2006 году перешёл в «Жетысу», клуб тогда выступал в Первой лиги Казахстана. Вместе с командой вышел в Премьер-Лиги Казахстана. В июне 2008 года сыграл в двух играх Кубка Интертото за «Жетысу» против венгерского «Гонведа», по сумме двух матчей «Жетысу» проиграл со счётом (3:6).
В 2009 году играл за любительский клуб «Мир» из Горностаевки. Летом 2009 года перешёл в армянский «Титан», клуб выступал во Второй лиге. Вместе с командой вышел в Первую лигу Украины.
В 2015 году стал игроком армянского «Беркута».

## Достижения
- Обладатель Суперкубка Польши: 1999
- Победитель Первой лиги Казахстана: 2006
- Победитель Второй лиги Украины: 2009/10